# Mohammed Tresor Abdullah
 (septembre 2022).
Si vous disposez d'ouvrages ou d'articles de référence ou si vous connaissez des sites web de qualité traitant du thème abordé ici, merci de compléter l'article en donnant les références utiles à sa vérifiabilité et en les liant à la section « Notes et références ».
Mohammed Trésor Abdullah (en arabe : محمد عبد الله تريسور), né Trésor Kangambu le 8 avril 1987, est un footballeur international qatarien d'origine congolaise, évoluant au poste de milieu de terrain au Lekhwiya SC.

## Palmarès
- Champion du Qatar en 2011, 2012, 2014 et 2015 avec le Lekhwiya SC
- Vainqueur de la Coupe de Qatar en 2013 avec le Lekhwiya SC